# Perognathus inornatus
Perognathus inornatus és una espècie de mamífer rosegador de la família dels heteròmids. És endèmica del centre-oest de Califòrnia. S'alimenta de llavors d'herbes anuals i perennes, fòrbies i matolls. Els seus hàbitats naturals són els herbassars, les sabanes i les associacions de deserts i matollars amb depressions sorrenques o sòls de textura fina. Està amenaçada per la transformació del seu entorn per a usos agrícoles.